# Мурашка і Цикада
«Мурашка і Цикада» — одна з байок Езопа. Дидактична історія (з мораллю) описує, як голодна цикада просить їжі в мурахи, коли приходить зима, і отримує відмову. У цій байці автор надав тваринам моральні риси та критикував деякі людські риси в їхніх характерах. Утіленням людських якостей є алегоричні образи Цикади та Мурашки. Головних героїв байки два: Мураха з Цикадою. Ця ситуація підсумовує моральні уроки про чесноти сумлінної праці та планування майбутнього.

## Сюжет
Влітку мурашка багато працювала, збираючи запаси на зиму. Натомість цикада лише співала цілий день. Настала зима і мурашці було чим поживитися, накопичивши за літо багато їжі. Цикада почала відчувати муки голоду, тож вона підійшла до мурахи, щоб запитати, чи може він дати їй щось поїсти. Мураха запитав її: «Я багато працював, щоб накопичити все це; що ти робив влітку?» — Я співала, — відповіла цикада. Тоді мураха вигукнула: «А тепер танцюй!»

Не треба все зневажати, щоб згодом не довелося шкодувати.

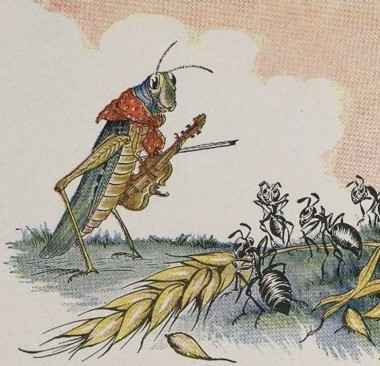
Ілюстрація Майло Вінтера 1919 року.

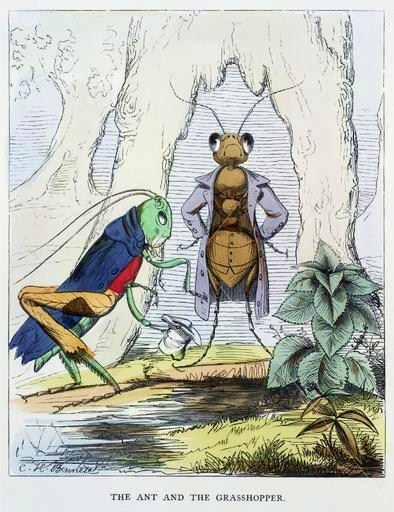
Ілюстрація Чарльза Г.Беннета (1857).

## Аналіз
Герої байки:
- Мурашка — сумлінна праця; старанність, працелюбність, поміркованість;
- Цикада — прагнення до марної слави (символізується співом), лінь, непередбачливість, легковажність;

Мораль: Є час для роботи і час для ігор. Необхідно думати про майбутнє і працювати задля нього. 
Засуджуються: лінощі, легковажне ставлення до життя, відсутність бажання думати.
Мова байки: лаконічна суха, ділова; сюжет — найпопулярніший у світовому байкарстві.

## Версії
Байка має чисельні версії:
- Античність:
  - Езоп (VI до н.е.)
  - Федр (15 р. до н.е. - 50 р. н.е.)
- XVI століття : Жиль Коррозе (1510-1568)

- XVII-XVIII століття:
  - Есташ ле Нобл (1643-1711)
  - Ісаак де Бенсерад (1612-1691)
  - Жан де Лафонтен (1621-1695)
  - Шарль Ланфан
  - Жан-Жак Буазар (1744-1833)
  - Іван Крилов : (1769-1844)
- XX століття :
  - Жан Ануй (1910-1987)
  - Франсуаза Саган[2] (1935-2004)

## Адаптації
- «Мурашка і Цикада»[fr] — французький німий фільм Луї Фейяда, 1909;
- Бабка і мураха (мультфільм, 1913) — російська лялькова анімація Олександра Старєвіча, 1913;
- «Коник і мурашки»[en] — американський короткометражний мультфільм анімаційної студії Волта Діснея, 1934;
- «Мурашка і Цикада» — німецький короткометражний фільм Джулії Рітшел, 2016.